# 沙心乡
沙心乡，是中华人民共和国江西省赣州市于都县下辖的一个乡镇级行政单位。

## 行政区划
沙心乡下辖以下地区：
东布村、沙新村、高屋村、红光村和沙塘村。